# Rio Branco (vattendrag i Brasilien, São Paulo, lat -24,15, long -46,80)
Rio Branco är ett vattendrag i Brasilien.   Det ligger i delstaten São Paulo, i den sydöstra delen av landet, 900 km söder om huvudstaden Brasília.